# André Lotte
Pour les articles homonymes, voir Lotte.
André Lotte, né le 29 décembre 1939 (ou le 29 décembre 1935) à Toulon-sur-Arroux (Saône-et-Loire) et mort le 29 septembre 1984 à Montceau-les-Mines (Saône-et-Loire), est un homme politique français.

## Détail des fonctions et des mandats
Mandat parlementaire
- 21 juin 1981 - 29 septembre 1984 : Député de la 4e circonscription de Saône-et-Loire